# 林茨婚礼
林茨婚礼（德語：Linzer Hochzeit）指1521年5月26日在林茨，斐迪南一世与匈牙利和波西米亚的安娜·雅蓋洛举行婚礼，为哈布斯堡多瑙河君主制铺平了道路。

## 背景

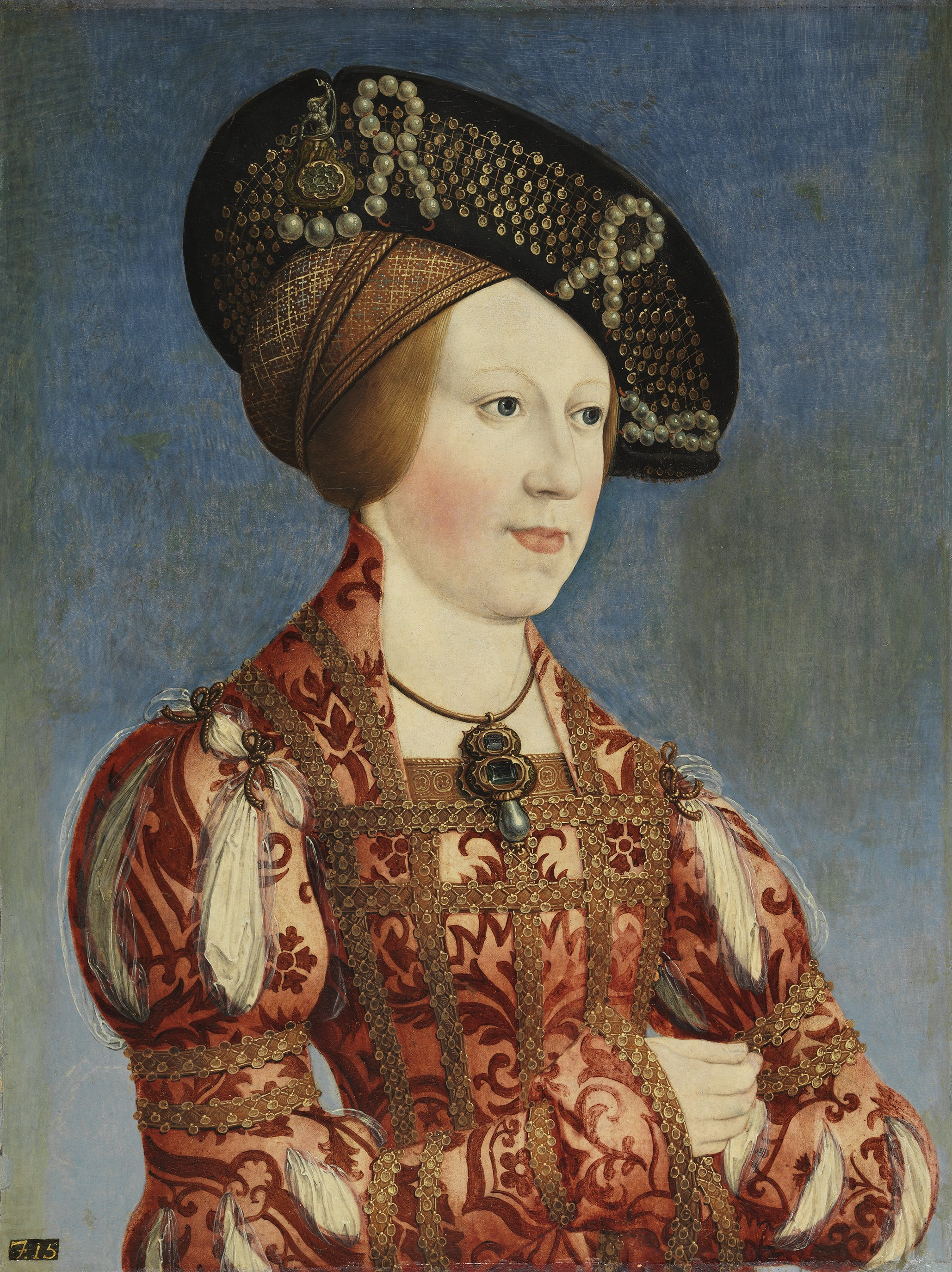
匈牙利和波西米亚的安娜·雅蓋洛像，1519年，汉斯·马勒·祖·施瓦兹绘，藏于马德里提森-博内米萨博物馆

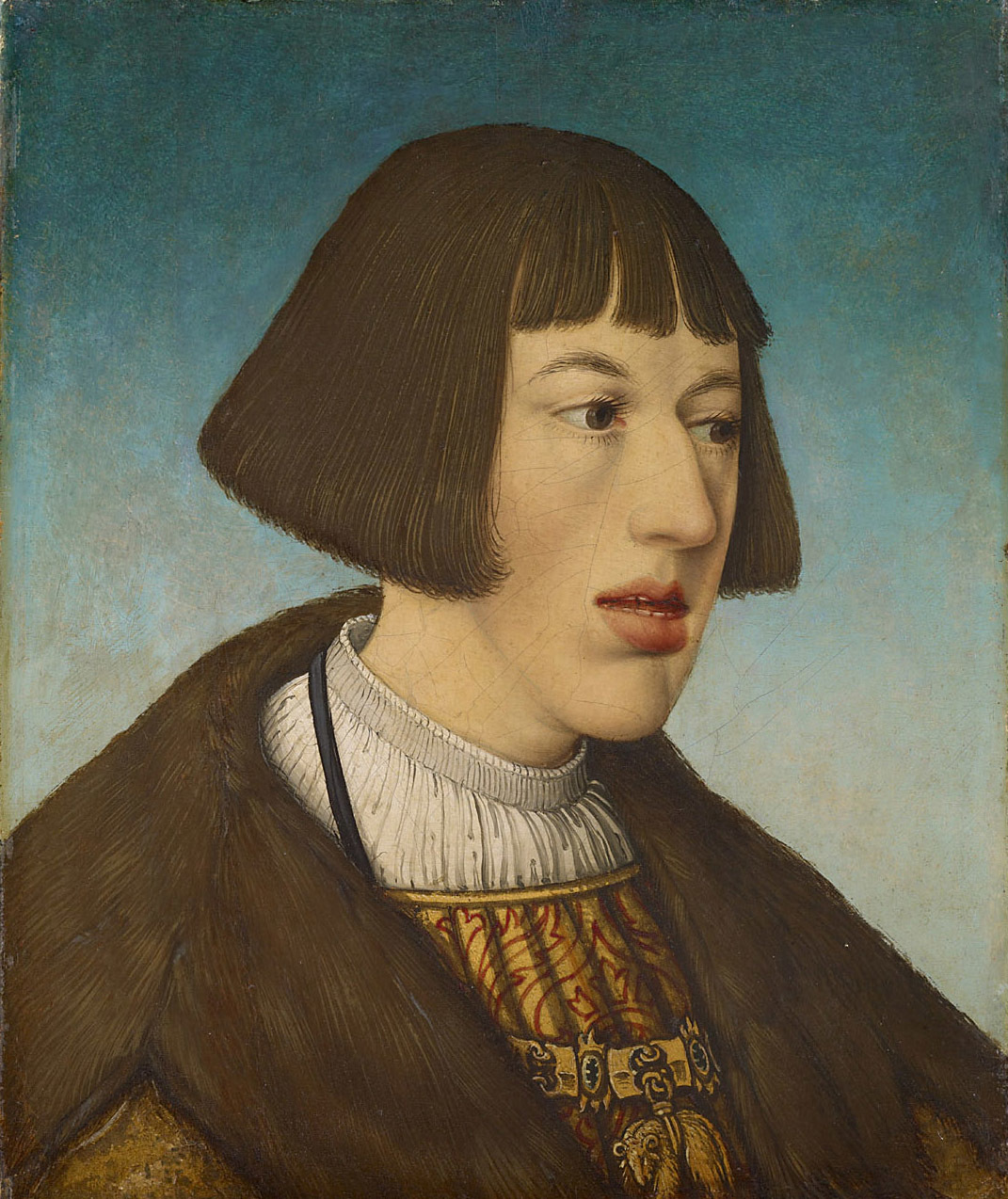
斐迪南一世像，1521年，汉斯·马勒·祖·施瓦兹绘，藏于维也纳艺术史博物馆

1515年，在维也纳双重婚礼（Wiener Doppelhochzeit）上，56岁的皇帝马克西米利安一世代表他的一个孙子，与12岁的安娜结婚。如果没有与他的一个孙子签订结婚合同，他本人将与安娜结婚。这并没有发生，因为马克西米利安一世于1519年死于韦尔斯。1520年11月7日，马克西米利安一世的孙子查理五世在科隆与他的兄弟、后来的皇帝斐迪南一世和安娜签订了一份婚姻合同。结婚合同于1520年12月11日在因斯布鲁克确认，安娜在婚礼前与嫂子玛丽亚住在那里。

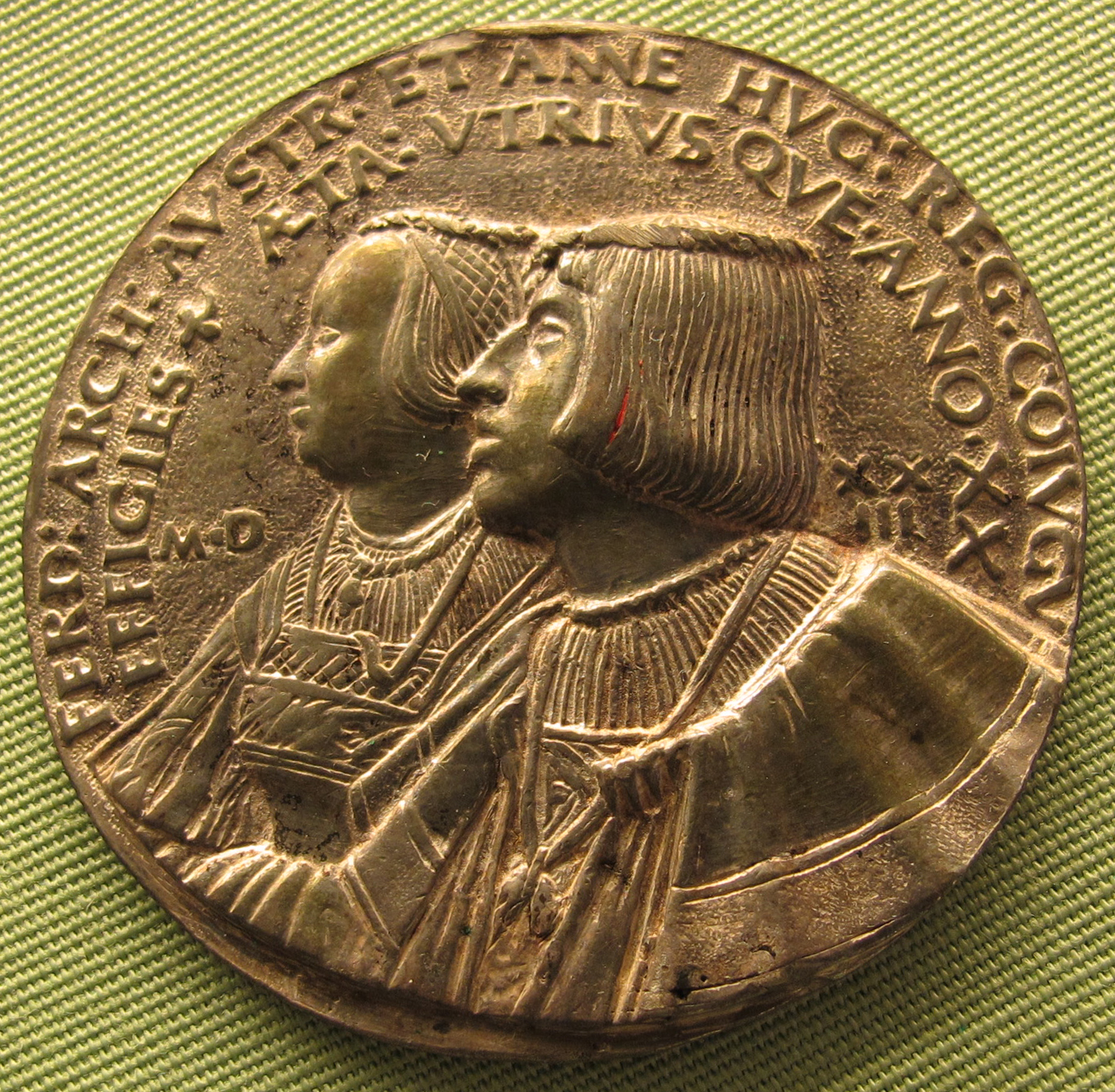
婚礼纪念章，汉斯·道彻，1523年，慕尼黑硬币收藏馆

1521年的头几个月，查理五世和斐迪南住在沃尔姆斯议会，在那里他们讨论了婚礼的地点。因斯布鲁克和韦尔斯都在考虑之列，当时这两个城市都比林茨大得多，当时林茨的居民不到3000人。但是自1490年以来，林茨是腓特烈三世的京城，林茨位于斐迪南大公的直接领地内，是国际知名展会的举办地。林茨拥有便利的地理位置，从西部、北部和东部很容易到达。除了多瑙河和特劳恩河的水道外，还有陆路前往安娜的家乡波西米亚。并且林茨处于安全地带，远离任何麻烦制造者（匈牙利庄园、奥斯曼帝国）。讨论的结果决定林茨最终被选为婚礼地点。

## 到达
1521年4月28日，奥地利大公斐迪南出发，1521年4月30日离开沃尔姆斯，与枢机主教马塔斯·朗·冯·韦伦堡一起骑行，途经海德堡、布鲁赫萨尔、恩茨河畔法伊英根和乌尔姆，前往奥格斯堡，在枢机主教的故乡休息。5月18日，新郎从奥格斯堡来到雷根斯堡，在那里登船，然后在其他王子的陪同下来到林茨。
1521年5月15日，安娜与随行人员在因斯布鲁克开始了她的旅程，经由施瓦茨、罗森海姆、因河畔米尔多夫和帕绍，在五旬节（5月19日）抵达林茨。

## 林茨婚礼
婚礼于1521年5月26日在林茨举行。 萨尔茨堡采邑主教马瑟斯·朗·冯·韦伦堡为17岁的安娜和18岁的斐迪南主持婚礼，在场见证的有许多高级神职人员（特伦托主教伯恩哈德·冯·克莱斯、卢布尔雅那主教克里斯托弗·劳伯、基姆湖主教伯索尔德·帕尔斯廷格、维也纳主教乔治·冯·斯拉特科尼亚、布拉迪斯拉发教士长吉拉莫·巴尔比），以及许多著名的世俗领袖（巴伐利亚的威廉公爵、巴伐利亚的恩斯特公爵、勃兰登堡的卡西米尔藩侯、勃兰登堡的约翰藩侯、格拉迪斯卡伯爵、西格蒙德·冯·赫伯斯坦）。仪式可能在林茨城市堂区教堂（Stadtpfarrkirche）举行，那里是腓特烈三世皇帝心脏的安葬地点。这场婚礼没有1515年盛大的维也纳婚礼那么奢华，但还是举行了一场比武和一些枪战游戏。

## 洛森斯泰因比武

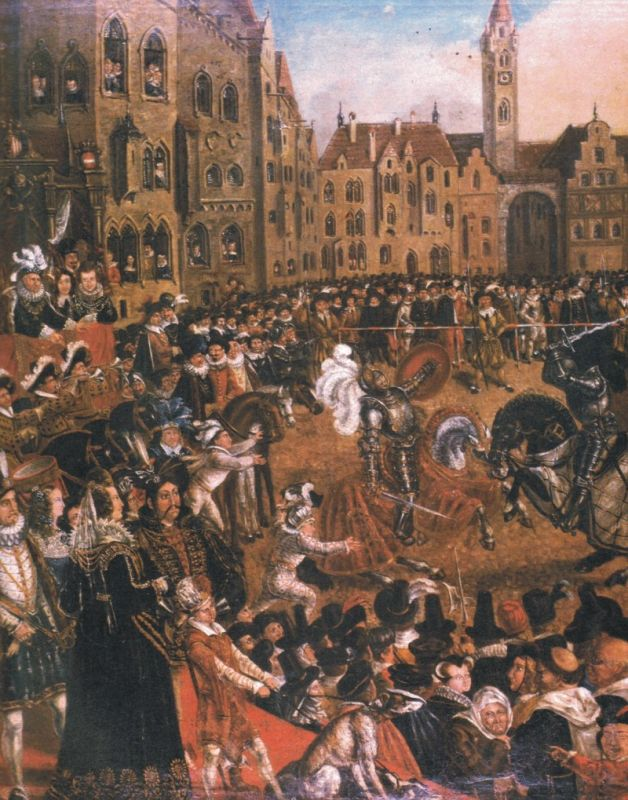
洛森斯泰因锦标赛, 未知艺术家，1825年，林茨诺迪科博物馆

作为林茨婚礼的一部分，1521年5月25日，在林茨主广场举办了一场比武。一位气势逼人而又傲慢的西班牙骑士向当地骑士发起挑战。洛森施泰因的塞巴斯蒂安骑士接受了挑战。尽管他的身体状况较差，但还是用狡猾和双手剑击败了这位傲慢的西班牙人，使他在本届锦标赛上一举成名。
洛森施泰因的塞巴斯蒂安在锦标赛上穿戴的部分盔甲今天仍向公众展示：
- 他的头盔是镀金的，以纪念这场伟大的胜利，死后挂在洛森施泰因陵墓的墙上，即加尔斯滕修道院的洛森施泰因小堂，位于乔治（死于1557年）和迪特玛五世·冯·洛森施泰因（上奥地利省长，死于1577年）墓之间。[8]
- 他可能使用了马甲，是格拉茨的施蒂里亚军械库最有价值的展品之一，这是世界上保存最完好的历史兵工厂。
- 他的剑可能是瑞士风格，保存在林茨城堡博物馆历史悠久的武器大厅（Waffensaal），库存编号为392。

## 结果
1526年，安娜的弟弟、20岁的匈牙利国王和波希米亚国王拉约什二世在第一次摩哈赤战役中早逝，安娜成为波希米亞王冠領地和匈牙利王国的继承人，她的丈夫斐迪南因此成为匈牙利和波希米亚的国王。波西米亚和匈牙利的王冠在哈布斯堡家族保留了近400年（直到1918年）。
安娜和斐迪南的婚姻被认为是哈布斯堡家族历史上最幸福的婚姻之一。这在当时并不寻常，父母亲自照顾他们的15个孩子。她的两个孩子出生在林茨：伊莉莎白于1526年出生，18岁时作为波兰太子妃去世；斐迪南二世出生于1529年，1557年与奧格斯堡银行家的女儿菲利皮内·韦尔瑟貴賤通婚，
斐迪南重建了林茨城堡，并为他的妻子提供了丰富的家具，他还在林茨建立了林茨造币厂（Münzstätte Linz）。 1547年，安娜在最后一个孩子出生时去世，这使斐迪南深感悲痛，他留了胡子以示悲伤。
林茨新主教座堂的一扇窗户上描绘了安娜、斐迪南和洛森施泰因的塞巴斯蒂安，即所谓的林茨窗户（Linzer Fenster）。